# Цона Интермедија Сан Бартоло (Ливорно)
Цона Интермедија Сан Бартоло је насеље у Италији у округу Ливорно, региону Тоскана.
Према процени из 2011. у насељу је живело 25 становника. Насеље се налази на надморској висини од 20 м.